# UCI ProTour

Logo der UCI ProTour

Die UCI ProTour war eine vom Weltradsportverband UCI veranstaltete Serie von bedeutenden Straßenradrennen, die seit 2005 den Rad-Weltcup sowie die UCI-Weltrangliste ersetzte. In den Jahren 2009 und 2010 bildete die UCI ProTour zusammen mit dem sogenannten historischen Kalender den UCI World Calendar 2009 bzw. 2010. Mit Ablauf der Saison 2010 wurde die ProTour mit dem historischen Kalender zur UCI WorldTour vereinigt.

## Rennen
Der ProTour gehörten von 2005 bis 2007 sowohl die bedeutendsten Etappenrennen (darunter die „Grand Tours“ Tour de France, Giro d’Italia und Vuelta a España) als auch die wichtigsten Eintagesrennen (darunter alle Rennen des bisherigen Rad-Weltcups) an. Insgesamt umfasste die ProTour in diesen drei Jahren bis zu 27 Radrennen.
Eine Sonderrolle hatten von Anfang an die Rennen der großen Veranstaltergruppen Amaury Sport Organisation, RCS MediaGroup und Unipublic (u. a. die Tour der France, der Giro d’Italia und die Vuelta a España), vgl. „Konflikte und Ende der ProTour“. Nach jahrelangem Streit schieden diese Rennen in der Saison 2008 vollständig aus der ProTour aus und wurden bis auf Paris-Tours in einen „historischen Kalender“ aufgenommen. Der historische Kalender bildete mit den ProTour-Rennen ab 2009 zunächst den UCI World Calendar und wurde 2011 in die neue UCI WorldTour aufgenommen. Die Rennen des historischen Kalenders werden in der nachfolgenden Liste mit hist. gekennzeichnet.
Unterhalb der Pro Tour etablierte die UCI im Jahre 2005 die UCI Continental Circuits (UCI Africa Tour, UCI America Tour, UCI Asia Tour, UCI Europe Tour und UCI Oceania Tour).
| Eintagesrennen Monumente des Radsports - Mailand–Sanremo (bis 2007) hist. - Flandern-Rundfahrt - Paris–Roubaix (bis 2007) hist. - Lüttich–Bastogne–Lüttich (bis 2007) hist. - Lombardei-Rundfahrt (bis 2007) hist. sonstige Eintagesrennen - Gent–Wevelgem - Amstel Gold Race - Wallonischer Pfeil (bis 2007) hist. - Vattenfall Cyclassics - Clásica San Sebastián - GP Ouest France - Meisterschaft von Zürich (bis 2006) - Paris–Tours (bis 2007) - Grand Prix Cycliste de Québec (2010) - Grand Prix Cycliste de Montréal (2010) sonstige Rennen - Mannschaftszeitfahren Eindhoven (bis 2007) - Straßen-Rad-WM* | Etappenrennen Große Rundfahrten - Giro d’Italia (bis 2007) hist. - Tour de France (bis 2007) hist. - Vuelta a España (bis 2007) hist. sonstige Etappenrennen - Tour Down Under (ab 2008) - Paris–Nizza (bis 2007) hist. - Tirreno–Adriatico (bis 2007) hist. - Baskenland-Rundfahrt - Tour de Romandie - Katalonien-Rundfahrt - Critérium du Dauphiné - Tour de Suisse - Eneco Tour - Deutschland Tour (bis 2008) - Polen-Rundfahrt |

* Die Straßen-Rad-WM ist kein offizieller Teil der ProTour, da an der WM nur Nationalmannschaften, jedoch keine ProTeams teilnehmen können. Allerdings ging das Einzelergebnis der WM 2005 in das ProTour-Klassement ein
hist. = ab dem Jahr 2008 Teil des historischen Kalenders

## Teams
Mit der Einführung der UCI ProTour nahm die UCI eine Neueinteilung der internationalen Radsportteams vor, welche im Wesentlichen heute noch Bestand hat.
Für die UCI ProTeam bestand das Recht und die Pflicht an allen ProTour-Rennen teilzunehmen. Die UCI vergab seit Einführung der UCI ProTour bis zu 20 ProTour-Lizenzen – weshalb die Teams oftmals ungenau als „ProTour-Teams“ bezeichnet wurden – für bis zu 4 Jahren auf der Grundlage sportlicher, ethischer, finanzieller und administrativer Kriterien. Da die sportliche Wertigkeit während der Laufzeit der Lizenzen nicht überprüft wurde, war ein Abstieg eines UCI ProTeams wegen Erfolglosigkeit nicht möglich.
Außerdem konnten die Professional Continental Teams von dem jeweiligen Veranstalter eines Rennens eingeladen werden. Ab der Saison 2009 konnten nur solche Professional Continental Teams eingeladen werden, die von der UCI zuvor ein „wild card label“ aufgrund sportlicher, rechtlicher, administrativer und ethischer Kriterien erhalten hatten.
Bei einzelnen Rennen wie der Tour Down Under oder der Polen-Rundfahrt war außerdem ein Nationalteam des Gastgeberlandes zur Teilnahme berechtigt.

## Wertungsschema 2005–2008
In den Jahren 2005 bis 2008 gab es eine ProTour-Wertung 2005–2008. Mit dem Ausscheiden der „historischen Rennen“ aus der ProTour in der Saison 2008 verlor diese Wertung an Bedeutung. In den Jahren 2009 und 2010 war die ProTour Teil des UCI World Calendar 2009 bzw. 2010 mit einem gemeinsamen UCI World Ranking; eine ProTour-Gesamtwertung gab es nicht mehr.

### Einzelwertung
| Platz                          | Tour de France | Giro d’Italia, Vuelta a España | die fünf „Monumente des Radsports“, sonstige Etappenrennen | sonstige Eintagesrennen | Straßenrad-WM |
| ------------------------------ | -------------- | ------------------------------ | ---------------------------------------------------------- | ----------------------- | ------------- |
| Gesamtwertung                  |                |                                |                                                            |                         |               |
| 1.                             | 100            | 85                             | 50                                                         | 40                      | (50)          |
| 2.                             | 75             | 65                             | 40                                                         | 30                      | (40)          |
| 3.                             | 60             | 50                             | 35                                                         | 25                      | (35)          |
| 4.                             | 55             | 45                             | 30                                                         | 20                      |               |
| 5.                             | 50             | 40                             | 25                                                         | 15                      |               |
| 6.                             | 45             | 35                             | 20                                                         | 11                      |               |
| 7.                             | 40             | 30                             | 15                                                         | 7                       |               |
| 8.                             | 35             | 26                             | 10                                                         | 5                       |               |
| 9.                             | 30             | 22                             | 5                                                          | 3                       |               |
| 10.                            | 25             | 19                             | 2                                                          | 1                       |               |
| 11.                            | 20             | 16                             |                                                            |                         |               |
| 12.                            | 15             | 13                             |                                                            |                         |               |
| 13.                            | 12             | 11                             |                                                            |                         |               |
| 14.                            | 10             | 9                              |                                                            |                         |               |
| 15.                            | 8              | 7                              |                                                            |                         |               |
| 16.                            | 6              | 5                              |                                                            |                         |               |
| 17.                            | 5              | 4                              |                                                            |                         |               |
| 18.                            | 4              | 3                              |                                                            |                         |               |
| 19.                            | 3              | 2                              |                                                            |                         |               |
| 20.                            | 2              | 1                              |                                                            |                         |               |
| Etappensieg (geändert ab 2006) |                |                                |                                                            |                         |               |
| 1.                             | 10             | 8                              | 3                                                          |                         |               |
| 2.                             | 5              | 4                              | 2                                                          |                         |               |
| 3.                             | 3              | 2                              | 1                                                          |                         |               |

(x) = keine Punkte für die WM ab der ProTour 2006
kursiv = übrige Änderungen im Jahr 2006
Nach dem Ausscheiden der Tour de France, des Giro d’Italia, der Vuelta a España und der anderen „historischen Rennen“ im Jahr 2008 wurden in diesen Rennen keine Punkte mehr vergeben.

### Mannschaftswertung
Bei der Mannschaftswertung hatte jedes Rennen der ProTour die gleiche Wertigkeit. Das bei einem ProTour-Rennen bestplatzierte Team erhielt 20 Punkte, das 2. dann 19 Punkte, bis hin zum letzten Team, welches 1 Punkt erhielt. Die Mannschaftswertung der einzelnen Rennen ergab sich dabei wie folgt: Bei Etappenrennen entsprach die ProTour-Mannschaftswertung der Mannschaftswertung nach Zeit (Addition der jeweils drei Zeitbesten je Etappe). Bei Eintagesrennen zählten die Platzierungen der drei bestplatzierten Fahrer im Rennen.

### Nationenwertung
Für die Nationenwertung waren die Punkte der fünf bestplatzierten Fahrer jedes Landes in der Einzelwertung ausschlaggebend. Die Summe der Punkte ergab die Punktzahl eines Landes in der Nationenwertung.

## Sieger
| Jahr | Fahrerwertung      | Mannschaftswertung | Nationenwertung |
| ---- | ------------------ | ------------------ | --------------- |
| 2005 | Danilo Di Luca     | Team CSC           | Italien         |
| 2006 | Alejandro Valverde | Team CSC           | Spanien         |
| 2007 | Cadel Evans        | Team CSC           | Spanien         |
| 2008 | Alejandro Valverde | Caisse d’Epargne   | Spanien         |

Die UCI ProTour 2009 und 2010 hatten keine eigenständigen Wertungen mehr. Vielmehr erfolgte ein einheitliches Ranking zusammen mit den „historischen Rennen“ im Rahmen des UCI World Calendar 2009 bzw. 2010.

## Konflikte und Ende
Die größten Rennveranstalter ASO (u. a. Tour de France), RCS-Sport (u. a. Giro d’Italia) und Unipublic (Vuelta a España) lehnten von Anfang an die Einbeziehung ihrer Rennen in die UCI ProTour ab. Sie wandten sich insbesondere gegen das Startrecht der 20 lizenzierten ProTeams, welche die Möglichkeiten, weitere Teams per Wildcard einzuladen, ebenso einschränkte, wie Teams aufgrund ethischer Kriterien von der Teilnahme auszuschließen. Sie lehnten das Lizenzierungssystem der ProTour überdies ab, weil der sportliche Auf- und Abstieg der Teams ausgeschlossen war. Trotzdem wurden durch den Radsport-Weltverband UCI insgesamt elf Rennen der drei Veranstalter in den ProTour-Kalender aufgenommen.
Die zur UCI ProTour oppositionellen Rennveranstalter akzeptierten diese Einbeziehung nicht und behielten sich stets vor, die Teilnahmeregeln der UCI ProTour nicht anzuwenden. So luden sie im Jahre 2007 die damaligen ProTeams Unibet.com und Astana nicht zu ihren Rennen ein. Auch die Ausgliederung der Rennen aus der UCI ProTour 2008 brachte keine Beendigung des Konflikts. Der Streit eskalierte im Jahr 2008, nachdem die ASO erklärte, das Etappenrennen Paris–Nizza als „nationales französisches Rennen“ auszutragen. Die UCI drohte allen teilnehmenden Teams und Fahrern mit Sanktionen; diese starteten gleichwohl und entschieden damit den Machtkampf zugunsten der ASO. Für die ProTeams wurde ihr Status wertlos. Sie erklärten geschlossen mit Ende der Saison 2008 ihre Lizenzen zurückgeben. Das Ende der UCI ProTour schien damit besiegelt.
Eine Änderung der Geschäftspolitik der ASO und die Vermittlung durch das IOC ermöglichten einen Kompromiss. Die „Rebellenrennen“ wurden bis auf Paris–Tours, welches in die UCI Europe Tour abgestuft wurde, in einen „historischen Kalender“ mit eigenen Teilnahmeregeln zusammengefasst. Der „historische Kalender“ bildete mit der UCI ProTour den UCI World Calendar 2009 bzw. 2010.
Mit Ablauf der Saison 2010 endete die Geschichte der UCI ProTour. Sie wurde durch die UCI WorldTour abgelöst, die mit neuen ProTeam-Lizenzierungskriterien insbesondere der Reduzierung der ProTeams von 20 auf 18 und der Möglichkeit eines Abstiegs wegen sportlicher Erfolglosigkeit den Bedenken von ASO, RCS und Unipublic entgegenkam.